# Qimo
Qimo (kinesiska: 绮陌, 绮陌乡) är en socken i Kina. Den ligger i provinsen Guizhou, i den sydvästra delen av landet, omkring 84 kilometer väster om provinshuvudstaden Guiyang. Antalet invånare är 24556. Befolkningen består av 11 723 kvinnor och 12 833 män. Barn under 15 år utgör 27,0 %, vuxna 15-64 år 65 %, och äldre över 65 år 6,0 %.